# 庄重文文学奖
庄重文文学奖，是由原庄士机构国际有限公司主席、中华文学基金会顾问庄重文于1987年倡议出资，由中华文学基金会主办的一项青年文学奖。其宗旨為「弘扬中华民族文化，推动和繁荣当代中国文学创作，造就文学新人，提高全民族文化素质，促进海内外文化交流。」奖励对象为年龄在40岁以内的青年作家。
自1988年颁发以来，已有贾平凹、王安忆、舒婷、史铁生、苏童、铁凝、梁晓声、毕淑敏、黄堯 、高洪波、陈建功、乌热尔图、吉狄马加、扎西达娃、张抗抗、刘恒、余华、池莉、方方等144名青年获奖。文学期刊有《青年文学》、《青春》、《萌芽》等获奖。
自2009年頒發第十二屆後，迄今未再頒發第十三屆。
2020年重新启动“庄重文中国非虚构文学奖”。

## 历届获奖名单
1991年之后，奖项只奖励个人，不再奖励单位和刊物，1993年之前的历届都是由庄重文亲自颁发，1993年庄重文逝世后，由其子庄绍绥颁发。 第一届获奖刊物为《青年文学》、《青春》、《萌芽》，第三届获奖刊物为《江西十年文学作品选》、《湖南新时期十年优秀文艺作品选》、《小说界文库·长篇小说系列》、《越秀从书》、《河北新时期文学丛书》、《内蒙古当代文学丛书·蒙文部分》。
| 屆次                    | 地点 | 获奖个人 | 备注   |
| 一 （1988年6月14日）    | 北京 | 黄尧、孙桂贞、聂震宁、张石山、高洪波、傅星、贺晓彤、叶之蓁、聂鑫森、萧建国、张奥列、陈秀庭、唐栋、高红十、吕雷、袁和平、刘孟沐、乔良、秦文玉、简嘉、李小雨、梅绍静、张辽民                                                           | [ 3 ]  |
| 二 （1989年6月14日）    | 南京 | 胡正言、李兰妮、徐志耕、邓海南、山谷、于国颖、陈咏华、钱国丹、苏叶、白梦、赵践、唐炳良、蒋晓勤、余小平、郑春华、吴碧莲、钱玉亮、夏坚勇                                                                                               | [ 4 ]  |
| 三 （1990年11月6日）    | 北京 | 无 | [ 5 ]  |
| 四 （1991年8月21日）    | 西安 | 贾平凹、杨争光、高建群、阿尔斯良、托乎提·阿尤甫、章德益、夏莫斯·库马尔、张驰、浩岭、阎强国、查舜、李唯、刘国尧、井石、鲍义志、居·格桑                                                                                                | [ 6 ]  |
| 五 （1992年12月5日）    | 厦门 | 王安忆、王晓明、李晓、王光明、阎欣宁、南帆、舒婷、余华、张廷竹、陈军、叶兆言、苏童、储福金、苗长水、张炜、张海迪 | [ 7 ]  |
| 六 （1993年12月13日）   | 北京 | 陈建功、史铁生、刘恒、张曼菱、余小惠、孙力、赵玫、铁凝、陈超、何申、李锐、张平、吕新、阿尔泰、乌热尔图、萧亦农、刘兆林、马秋芬、于德才、赵洪峰、薛卫民、王述平、张抗抗、常新港、迟子建、刘震云、毕淑敏、梁晓声、斯妤、黄传会、张志忠 | [ 8 ]  |
| 七 （1994年9月28日）    | 成都 | 吉狄马加、邓贤、莫怀戚、张放、于坚、存文学、拉木·嘎吐萨、陈源斌、王英琦、许辉、扎西达娃、马丽华、扎西班典、唐亚平、徐新建、潘英年、张宇、李佩甫、陈继会                                                                              | [ 9 ]  |
| 八 （1995年12月8日）    | 广州 | 郭小东、张欣、袁小敏、乔雪竹、方方、池莉、刘醒龙、彭见明、蔡测海、何立伟、蒋子丹、王建、陈剑晖、潘大林、黄伟林、庞俭克、傅太平、熊正良、程维、张波、何继青                                                                           | [ 10 ] |
| 九 （2003年12月16日）   | 北京 | 毕飞宇、红柯、国风、西川、徐坤、何向阳、柳建伟、关仁山、张梅、刁斗 | [ 11 ] |
| 十 （2006年6月4日）     | 北京 | 邱华栋、东西、梅卓、魏微、吴义勤、潘向黎、李东华、李洱 | [ 12 ] |
| 十一 （2008年3月20日）  | 北京 | 周晓枫、戴来、谢有顺、温亚军、石舒清、郑小琼、张者 | [ 13 ] |
| 十二 （2009年10月26日） | 北京 | 乔叶、徐则臣、李浩、金仁顺、鲁敏、李朝全、李美皆、李骏虎 | [ 14 ] |